# Gare de Aïn Fakroun
La gare de Aïn Fakroun est une gare ferroviaire algérienne située sur le territoire de la commune d'Aïn Fakroun, dans la wilaya d'Oum El Bouaghi.

## Situation ferroviaire
La gare est située à l'ouest de la ville de Aïn Fakroun sur la ligne de Aïn M'lila à El Aouinet. Elle est précédée de la gare de Aïn M'lila et suivie de celle d'Oum El Bouaghi.

## Service des voyageurs

### Desserte
La gare de Aïn Fakroun est desservie par les trains grandes lignes de la liaison Alger - Tébessa.